# La religieuse
La religieuse è una canzone della cantante canadese Cèline Dion pubblicata come singolo in Francia nel 1987.

## Contenuti e pubblicazioni
Il testo e le musiche sono opera del cantautore francese Didier Barbelivien, anche produttore, che descrive la lotta di una suora tra la sua fede e i ricordi dei suoi amori. L'arrangiamento della canzone incorpora gli organi a canne frequentemente usati nelle chiese cattoliche.
La canzone è un singolo non promozionale ovvero non promuove nessun album della Dion, anche se verrà inserito più tardi in alcune compilation della cantante. Il brano è stato inserito sul lato A del disco mentre il lato B contiene il singolo C'est pour toi. Una versione leggermente diversa del brano è stata inclusa nella compilation della Dion del 1988, The Best of Celine Dion, invece la versione originale è stata inclusa in diverse raccolte pubblicate successivamente.
Per la promozione del singolo fu realizzato anche un videoclip musicale.
La religieuse non fu mai pubblicato in Canada.

## Formati e tracce
LP Singolo 7" (Francia) (Carrere: 14.397)
1. La religieuse – 3:35 (Didier Barbelivien)
2. C'est pour toi – 4:02 (testo: Eddy Marnay – musica: François Orenn)